# 고기 국물

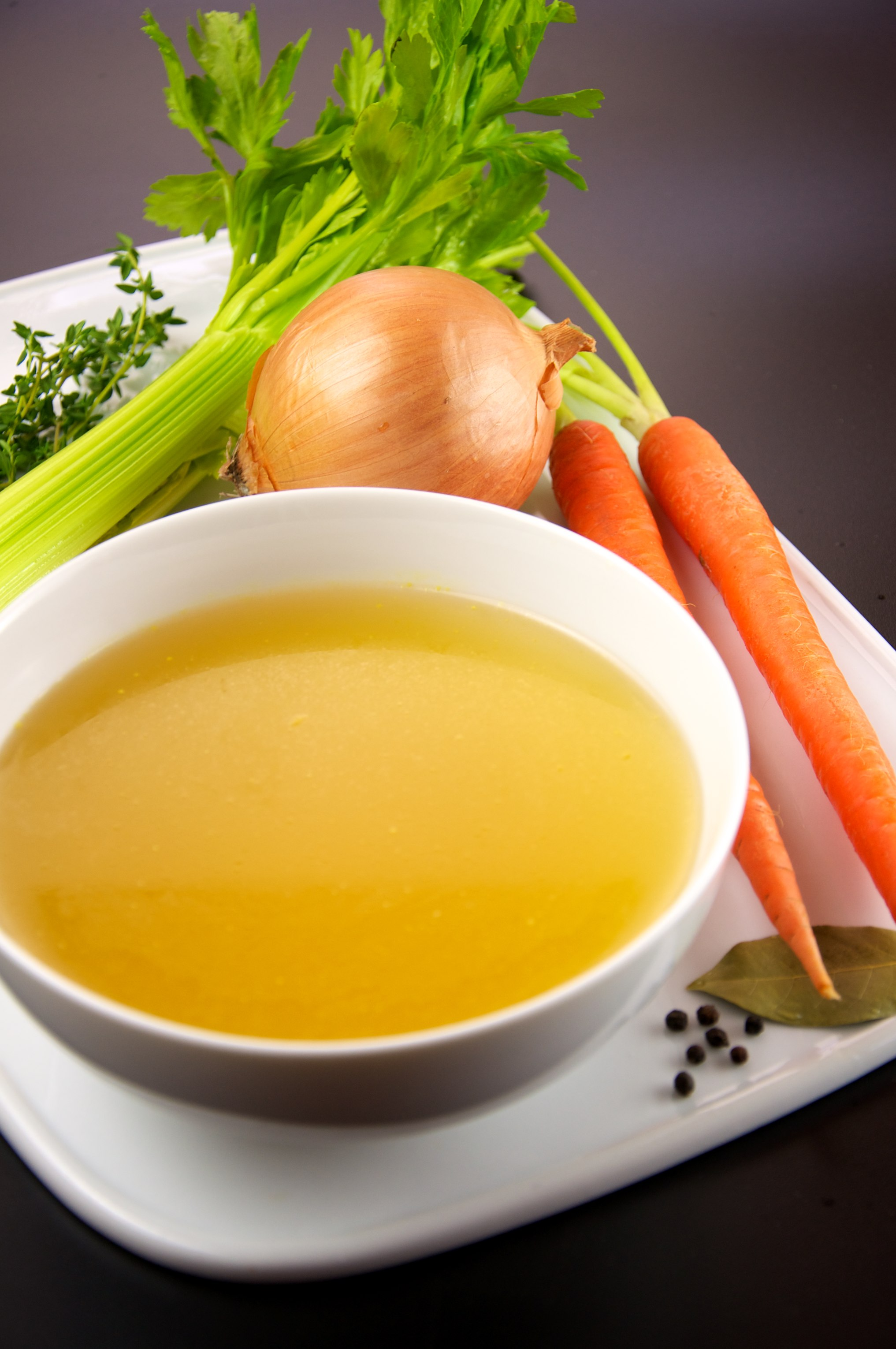
닭고기 국물

고기 국물은 쇠고기, 돼지고기, 닭고기 등의 고기를 삶아 낸 물이다. 밑국물로 쓸 때는 육수(肉水)나 고기 육수(肉水), 고기 밑국물(영어: meat stock), 고기 맛국물로도 부른다. 구운 고기로 국물을 내기도 하며, 향신채와 향신료를 고기와 함께 넣어 국물을 내기도 한다. 뼈에 붙은 고기를 쓰거나, 뼈 없이 살코기만으로 국물을 낼 수 있으며, 뼈로만 낸 국물은 뼈 국물이라 따로 분류한다. 맑은국으로 먹을 때는 고기 맑은국(영어: meat broth)이라 부른다.

## 종류
- 꿩고기 국물(꿩육수)
- 닭고기 국물(닭육수)
- 돼지고기 국물(돼지고기 육수)
- 쇠고기 국물(쇠고기 육수)

## 같이 보기
- 다시마 국물
- 생선 국물
- 채소 국물